# Volo Canadian Pacific Airlines 402
ll volo Canadian Pacific Air Lines 402 era un volo di linea della Canadian Pacific Air Lines tra l'aeroporto di Hong Kong e l'aeroporto di Vancouver con scalo intermedio all'aeroporto di Tokyo.
Il 4 marzo 1966 il Douglas DC-8 che operava il volo impattò contro le luci di avvicinamento e una diga 800 metri prima della pista mentre cercava di atterrare all'aeroporto di Tokyo.

## L'aereo
Il velivolo coinvolto nell'incidente era un McDonnell Douglas DC-8-43 con numero di registrazione CF-CPK e C/N 45761/237 consegnato alla compagnia il 14 ottobre 1965. Al momento dell'incidente aveva accumulato solamente 1.792 ore di volo.
Entrambi i piloti erano in possesso dei requisiti necessari per condurre il velivolo ed avevano svolto la regolare visita medica di controllo.

## L'incidente
Tutti gli orari sono espressi in formato UTC
Il volo 402 decollò regolarmente da Hong Kong alle 8:14. Alle 11:42 i piloti informarono il controllo del traffico aereo di Tokyo che se le condizioni meteo non fossero migliorate entro 15 minuti avrebbero deviato su Taipei. Dieci minuti più tardi, alle 11:52, il controllo del traffico informò i piloti che la RVR (runway visual range) era di 731 metri che chiesero quindi l'autorizzazione all'avvicinamento ed all'atterraggio. Il Douglas scese a 914 metri ma le condizioni meteo peggiorarono improvvisamente e la procedura di avvicinamento venne interrotta. I piloti richiesero quindi di deviare verso Taipei ed alle 11:58 iniziarono la salita. Alle 12:05 l'equipaggio venne informato che la visibilità a Tokyo era migliorata. I piloti richiesero dunque di tornare indietro, permesso che gli venne accordato.
Alle 12:12 il DC-8 era ormai prossimo all'atterraggio, ad una distanza di 9,8 km dalla pista 33R, seguendo il glide-slope. Ad una distanza di circa due chilometri dall'atterraggio il controllore del traffico informò i piloti che si trovavano leggermente sotto la rotta prestabilita di circa 6 metri. Il Douglas proseguì comunque la discesa senza correggere l'errore.
Poco dopo il carrello principale colpì le luci di avvicinamento poste a 800 metri prima dell'atterraggio. Alle 12:15 la fusoliera impattò contro la diga frangiflutti dell'aeroporto, distruggendosi in numerose parti e prendendo fuoco.
Nell'impatto tutti e 54 i passeggeri e i 10 membri dell'equipaggio persero la vita.

## Le indagini
Per determinare le cause dell'incidente venne nominata una commissione di inchiesta da parte del Civil Aviation Bureau del Ministero dei Trasporti giapponese. I piloti, nel tentativo di scendere di quota per poter vedere meglio la pista, furono probabilmente ingannati dalla nebbia finendo per impattare contro le luci di avvicinamento dell'aeroporto.

## Conseguenze
L'incidente del volo 402 è uno dei quattro incidenti che hanno coinvolto voli di linea in Giappone nel 1966. Questo generò un clima di sfiducia tra i passeggeri e sia la Japan Airlines che la All Nippon Airways dovettero cancellare alcuni voli interni a causa della riduzione della domanda.